# Diocesi di Ouahigouya
La diocesi di Ouahigouya (in latino Dioecesis Uahiguyaensis) è una sede della Chiesa cattolica in Burkina Faso suffraganea dell'arcidiocesi di Ouagadougou. Nel 2023 contava 147.755 battezzati su 1.585.594 abitanti. È retta dal vescovo Justin Kientega.

## Territorio
La diocesi è localizzata nel nord del Burkina Faso.
Sede vescovile è la città di Ouahigouya, dove si trova la cattedrale di Nostra Signora della Liberazione.
Il territorio è suddiviso in 14 parrocchie.

## Storia
La diocesi è stata eretta il 23 giugno 1958 con la bolla Sollemne nobis di papa Pio XII, ricavandone il territorio dalla diocesi di Koudougou.
Il 20 novembre 2004 ha ceduto una porzione del suo territorio a vantaggio dell'erezione della diocesi di Dori.

## Cronotassi dei vescovi
Si omettono i periodi di sede vacante non superiori ai 2 anni o non storicamente accertati.
- Louis-Marie-Joseph Durrieu, M.Afr. † (4 luglio 1958 - 31 maggio 1965 deceduto)
- Denis Martin Tapsoba, M.Afr. † (15 marzo 1966 - 8 novembre 1984 dimesso)
- Marius Ouédraogo, M.Afr. † (8 novembre 1984 - 15 luglio 1995 deceduto)
- Philippe Nakellentuba Ouédraogo (5 luglio 1996 - 13 maggio 2009 nominato arcivescovo di Ouagadougou)
- Justin Kientega, dal 2 febbraio 2010

## Statistiche
La diocesi nel 2023 su una popolazione di 1.585.594 persone contava 147.755 battezzati, corrispondenti al 9,3% del totale.
| anno | popolazione | popolazione | popolazione | presbiteri | presbiteri | presbiteri | presbiteri                | diaconi | religiosi | religiosi | parrocchie |
| anno | battezzati  | totale      | %           | numero     | secolari   | regolari   | battezzati per presbitero | diaconi | uomini    | donne     | parrocchie |
| ---- | ----------- | ----------- | ----------- | ---------- | ---------- | ---------- | ------------------------- | ------- | --------- | --------- | ---------- |
| 1970 | 14.017      | 746.539     | 1,9         | 53         | 29         | 24         | 264                       |         | 33        | 26        | 8          |
| 1980 | 23.500      | 843.000     | 2,8         | 25         | 6          | 19         | 940                       |         | 25        | 40        | 8          |
| 1990 | 40.035      | 1.073.350   | 3,7         | 29         | 14         | 15         | 1.380                     |         | 19        | 51        | 9          |
| 1999 | 88.122      | 1.216.904   | 7,2         | 28         | 21         | 7          | 3.147                     |         | 11        | 75        | 9          |
| 2000 | 89.872      | 1.248.904   | 7,2         | 35         | 29         | 6          | 2.567                     |         | 10        | 74        | 9          |
| 2001 | 93.263      | 1.250.000   | 7,5         | 36         | 27         | 9          | 2.590                     |         | 13        | 59        | 10         |
| 2002 | 95.160      | 1.255.000   | 7,6         | 39         | 31         | 8          | 2.440                     |         | 15        | 76        | 10         |
| 2003 | 96.934      | 1.255.000   | 7,7         | 46         | 38         | 8          | 2.107                     |         | 15        | 77        | 10         |
| 2004 | 99.186      | 1.255.000   | 7,9         | 39         | 32         | 7          | 2.543                     |         | 14        | 78        | 10         |
| 2013 | 108.400     | 1.275.493   | 8,5         | 58         | 56         | 2          | 1.868                     |         | 17        | 102       | 12         |
| 2016 | 119.029     | 1.404.166   | 8,5         | 53         | 51         | 2          | 2.245                     |         | 12        | 105       | 12         |
| 2019 | 130.938     | 1.524.160   | 8,6         | 56         | 55         | 1          | 2.338                     |         | 13        | 118       | 12         |
| 2021 | 146.046     | 1.615.410   | 9,0         | 61         | 60         | 1          | 2.394                     |         | 13        | 118       | 14         |
| 2023 | 147.755     | 1.585.594   | 9,3         | 60         | 60         |            | 2.462                     |         | 9         | 116       | 14         |